# Le Bon Bock
Le Bon Bock est un tableau d'Édouard Manet réalisé en 1873. Il est représentatif de l'influence de l'Âge d'or de la peinture néerlandaise sur le style du peintre.

## Contexte
En 1873, Édouard Manet, bien que reconnu par ses pairs comme sachant s'affranchir de l'académisme, voire comme étant un révolutionnaire, cherche toujours à s'attacher les faveurs du jury du Salon. Dans cet optique, ses inspirations ont déjà largement puisé dans l'apport des grands peintres espagnols, notamment Goya et Vélasquez. Mais, sa rencontre avec Suzanne Leenhoff, qui est néerlandaise et devient sa femme, est l'occasion pour lui de s'inspirer aussi, lors de leurs voyages aux Pays-Bas, des peintres hollandais. Durant l'été 1872, il a notamment pu admirer sur place l'œuvre de Frans Hals.
Particulièrement sociable, le peintre est un pilier du Café Guerbois, lieu de rencontre des Impressionnistes et de nombre d'artistes parisiens. Sans qu'il soit établi que la scène se situe dans ce café, le tableau représente un habitué des lieux, l'imprimeur et graveur Émile Bellot. Celui-ci publie un hebdomadaire financé par les brasseurs nommé Le Bon Bock destiné aux cafetiers. Le débat sur les qualités comparées de la bière et du vin occupe souvent les conversations, allant jusqu'à inquiéter le profession viticole. La bière jouit à l'époque d'un aura particulière du fait de la perte récente de l'Alsace-Lorraine, dont les produits sont en vogue à Paris. 

## Style
Proche de celui de tableaux de Frans Hals, comme Le Joyeux Buveur, le style est assez conventionnel mais marqué d'une touche de modernisme, l'ensemble étant destiné à séduire le jury du Salon de 1873. Le tableau est d'ailleurs accepté et les critiques sont enthousiastes.    

## Parcours de l'œuvre
Jean-Baptiste Faure l'achète directement à l'artiste. Le baryton a jusque là investi dans des artistes de l'École de Barbizon et il vient de vendre ses tableaux. Il devient le premier collectionneur à se tourner massivement vers Manet et les Impressionnistes. Ensuite, après plusieurs acquisitions par des marchands d'art, c'est un collectionneur américain qui en devient propriétaire en 1923. Il est légué au Philadelphia Museum of Art en 1963.